# Вайканиця
Вайка́ниця (рос. Вайканица) — присілок у складі Підосиновського району Кіровської області, Росія. Входить до складу Демьяновського міського поселення.
Населення становить 7 осіб (2010, 6 у 2002).
Національний склад станом на 2002 рік — росіяни 83 %.